# Porto di Ringsu
Il porto di Ringsu è il principale porto dell'isola di Ruhnu, in Estonia, nel golfo di Riga, che è parte del mar Baltico.
Il porto, posto a sud dell'isola, è il fondamentale punto di collegamento di Ruhnu con la terraferma estone.
Partono da qui i traghetti per collegamenti con Kuressaare sull'isola di Saaremaa e Pärnu, sulla terraferma estone.